# Nilasera pirithous
Nilasera pirithous är en fjärilsart som beskrevs av Moore 1883. Nilasera pirithous ingår i släktet Nilasera och familjen juvelvingar. Inga underarter finns listade i Catalogue of Life.